# الکساندراو، بخش سایمیتاسیز
الکساندراو، بخش سایمیتاسیز (به لاتین: Aleksandrowo, Siemiatycze County) یک منطقهٔ مسکونی در لهستان است که در Gmina Grodzisk واقع شده‌است.